# Voelermaat

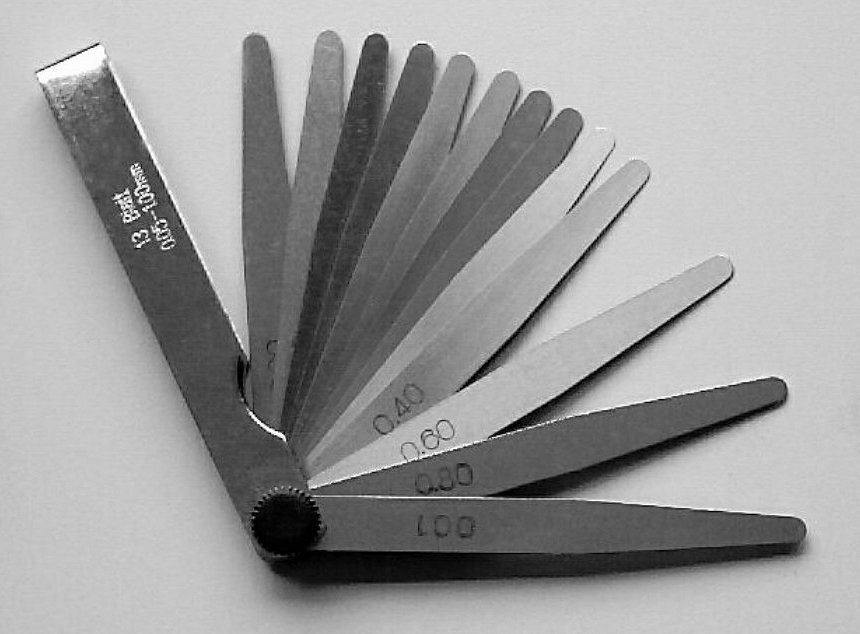
Voelermaat, 13 bladen, 0,05 - 1,00 mm

Een voelermaat is een meetinstrument waarmee tussenruimtes (spelingen) kunnen worden gemeten. Ze worden veel gebruikt in de autotechniek. 
Een set voelermaten bestaat uit een pakketje gehard stalen plaatjes van verschillende diktes die in een houder zijn samengevoegd. Deze plaatjes, die samen de set voelermaat vormen, hebben bijvoorbeeld een dikte van 1,0 - 0,4 - 0,3 - 0,2 - 0,1 - 0,08 - 0,05 - 0,04 mm. Ter bescherming van de dunste bladen zijn deze in het midden van het pakket gemonteerd. De dikte is op ieder plaatje gegraveerd, geëtst of ingeslagen.
Door eventueel verschillende plaatjes op elkaar te leggen is de gewenste maat te bepalen (en de juiste maat af te stellen) tussen bijvoorbeeld de elektroden van een bougie, of de afstand tussen contactpunten van een ontsteking. Ook voor het opmeten en afstellen van de klepspeling van viertaktmotoren worden ze gebruikt.